# Santuario de fauna y flora Guanentá Alto Río Fonce
El Santuario de Fauna y Flora Guanentá Alto Río Fonce, se encuentra ubicado en la Cordillera Oriental en la Región Andina de los Andes en Colombia. Su superficie hace parte de los departamentos de Boyacá y Santander. Se ubica en las cercanías de los municipios de Encino, Charalá, Gámbita, Paipa, Duitama y Sogamoso.
En el área se puede observar el Páramo de la Rusia. Los ecosistemas involucrados dentro del parque son bosque andino, bosque altoandino y páramo.
Su diversidad en plantas es de casi de 2000 especies, pero con menor cifra en animales y hongos, con 44 especies y con menos de 9 en el segundo caso.  
Con una temperatura estable, pero con maximidad en la zona paramuna. 
Un Santuario con varias especies endémicas, como la dardo santandereana o la hojarasquera de virolin, papamoscas chicamochense, ratona de monte, entre muchas otras. 